# 2024年海地衝突
2024年海地沖突是指2024年3月，一支武装团伙袭击了海地最大的2座监狱，導致约3,700名囚犯越狱。该团伙要求海地代理总統兼总理阿里埃尔·亨利辞职。海地政府之后宣布全國进入72小时紧急状态并实行宵禁，试图遏制暴力和混乱。武装分子又袭击了杜桑·卢维杜尔国际机场、體育場、警察局和海地共和国银行，並与警察和海地武装部队交火。機場、学校和银行因此被迫關閉。3月7日，西部省宣佈將紧急状态从三天延长至一个月。衝突造成全国超过36万人流离失所。太子港约80%的地区由黑帮控制。3月11日，海地总理阿里埃尔·亨利表示為推动终结海地危机決定请辞，後於4月25日辭職生效。

## 背景
2021年7月，海地总统若弗内尔·莫伊兹遇刺身亡后，阿里埃尔·亨利接任成为海地总理兼代理总统。雖然阿里埃尔·亨利承诺會尽快举行选举，但他卻一再推遲總統選舉。另一方面莫伊兹遇刺身亡后，海地帮派势力崛起。衝突爆發時，阿里埃尔·亨利正值出訪並不在海地國內。

## 過程
因總理留在海外而代行其權力的海地财政部长米歇尔·帕特里克·布瓦韦尔在襲擊發生后宣布实行72小时紧急状态和夜间宵禁，以遏制暴力和混乱。不久后，G9幫老大吉姆·切里齐耶宣布对袭击事件负责，并要求代理總統亨利辞职。他表示，此次袭击的目标是抓捕包括警察局长在内的重要政府官员。许多越獄的帮派头目也加入了袭击，更有傳聞指海地帮派战争的敌对帮派之间正在形成联盟，以推翻海地政府。
切里齐耶发布了一段视频，表示他打算阻止總理亨利返回海地。警告說，“如果阿裡埃爾·亨利不下臺，國際社會繼續支援他，他們將直接導致我們陷入內戰，最終以種族滅絕告終。”
3月4日，当地时间下午1点左右，一支武装团伙袭击了杜桑·卢维杜尔国际机场，与海地安全部队交火，试图避免亨利将返回海地。名為5 Seconds的黑幫头目约翰逊·安德烈似乎与此次袭击有关。据报道，包括盖伊·菲利普在内的其他帮派头目也正在试图接管海地政權。由于机场关闭，航班停飞。西尔维奥卡托球场和海地共和国银行也遭到袭击。其他公共机构，包括学校和银行，都已关闭。
3月5日，联合国秘书长安东尼奥·古特雷斯表示，他希望“采取緊急行动，特别是在为多国維和部隊提供财政支持方面”。同一天，亨利试图返回海地控制暴動事件，并降落在波多黎各的路易斯·穆尼奥斯·马林国际机场(因多明尼加不歡迎他降落)。据报道，3月5日发生了另一起越狱事件，导致三名囚犯死亡。海地警方设法阻止了越狱企图。
3月11日，人在肯亞的海地總理阿里埃爾·亨利宣佈為推動終結海地危機決定請辭，由政府過渡委員會接管，後於4月25日正式交接。
3月30日，G9幫派老大切里齊耶向外媒表示，若其所屬的G9幫派或其他類似團體未被納入政府過渡委員會的和談，衝突恐將進一步升級。

## 疏散大使馆人員和外国人
欧盟：3月10日，欧盟驻海地代表团的12名成员從大使馆撤離，其大使馆暂时关闭。
美国：3月10日，美国撤離大使馆所有非必要工作人员，只留下几支海军陆战队。
德国：3月10日，德国大使馆人員撤離。
中華民國：3月26日，駐海地大使館協助願意離開的台僑飛往多明尼加。

## 外國反應
- 美国：国务卿安东尼·布林肯同意提供1亿美元，這筆資金將用於多國部隊介入海地局勢，另外安东尼·布林肯宣佈額外提供3300万美元用于紧急人道主义援助。[13]